# Phalloplastie
 (août 2022).
Si vous disposez d'ouvrages ou d'articles de référence ou si vous connaissez des sites web de qualité traitant du thème abordé ici, merci de compléter l'article en donnant les références utiles à sa vérifiabilité et en les liant à la section « Notes et références ».
Une phalloplastie est une opération de chirurgie plastique visant la fabrication ou à la reconstruction d'un pénis. Chez les individus de sexe masculin, cette  opération vise à remédier à des anomalies congénitales ou aux conséquences d'un cancer. Chez des individus de sexe féminin, cette opération de réassignation sexuelle peut être réalisée dans le cadre d'une transition physique de genre.
La première phalloplastie réalisée à des fins de transition chirurgicale a été faite sur l'homme trans Michael Dillon en 1946, par le Dr Harold Gillies.

## Histoire
Le chirurgien russe Nikolaj Bogoraz a réalisé la première reconstruction pénienne totale en fabriquant un phallus à partir d'un volet abdominal tubulaire en 1936,,. La première opération de transition chirurgicale pour hommes trans a été réalisée en 1946 par le Dr Harold Gillies sur un autre médecin, Michael Dillon, et sa technique a été utilisée pendant des décennies. Elle est documentée dans le livre The Pagan Kennedy The First Man-Made Man. Des améliorations ultérieures concernant la microchirurgie ont rendu davantage de techniques disponibles.

## Indications
Une construction complète ou une reconstruction d'un pénis peut être effectuée chez les patients qui :
- ont des anomalies congénitales telles qu'un micropénis, un épispadias et une hypospadias ;
- ont perdu leur pénis ;
- les hommes trans qui désirent bénéficier d'une chirurgie de réassignation sexuelle dans le cadre de leur transition de genre.

La phalloplastie est une chirurgie qui nécessite plusieurs anesthésies générales et comporte un risque élevé de complications. De ce fait, une très large majorité d'hommes trans choisissent de ne pas avoir recours à ce procédé.

## Techniques et procédures associées
Il y a quatre techniques différentes pour une phalloplastie. Toutes ces techniques impliquent la prise d'un greffe de tissu d'un site donneur et l'extension de l'urètre.
L'opération pour les hommes cisgenres est plus simple que pour les hommes trans, parce que l'urètre nécessite moins d'allongement. L'urètre d'un homme trans se termine près de l'ouverture vaginale et doit être allongé considérablement.
Avec tous les types de phalloplastie pour les hommes trans, la scrotoplastie peut être effectuée en utilisant les grandes lèvres  (vulve) pour former un scrotum où les testicules prothétiques peuvent être insérées. Si la vaginectomie, l'hystérectomie et/ou l'ovariectomie n'ont pas été effectuées, elles peuvent être réalisées en même temps.
Contrairement à la métaidoïoplastie, la phalloplastie requiert une prothèse érectile implantée pour réaliser une érection. Cela se fait habituellement au cours d'une autre opération pour donner du temps à la guérison. Il existe plusieurs types de prothèses érectiles, y compris des dispositifs médicaux malléables qui permettent au néo-pénis de se lever ou de s'arrêter. Les implants péniens nécessitent un néophallus de longueur et de volume appropriés pour être une option sûre. Les taux de réussite à long terme des implants péniens réalisés sont inférieurs aux taux de réussite de la reconstruction chez les personnes nées avec un pénis. Une bonne sensation dans le pénis reconstruit peut aider à réduire le risque que l'implant finisse par s'éroder dans la peau.
Des techniques antérieures ont utilisé un greffon osseux dans le cadre de la reconstruction. Les études de suivi à long terme effectuées en Allemagne et en Turquie depuis plus de 10 ans[Depuis quand ?] ont prouvé que ces reconstructions maintiennent leur rigidité sans complications tardives. Malheureusement, il en résulte un pénis qui n'a pas la capacité de devenir flasque à nouveau sans casser le greffon osseux interne.
L'allongement peut également être réalisé lors d'une procédure qui libère le ligament suspensif où il est attaché à l'os pubien, permettant ainsi au pénis d'être avancé vers l'extérieur du corps. La procédure s'effectue par une incision horizontale discrète située dans la région pubienne où les poils pubiens aideront à dissimuler le site d'incision. Aucune incision n'est faite sur le pénis lui-même.

## Techniques expliquées
Toutes les techniques de construction complète d'un néophallus nécessitent la prise d'un greffe de tissu d'un site donneur et l'extension de l'urètre.
Le néophallus ainsi obtenu ne permet pas d'obtenir d'érection. C'est pourquoi des prothèses testiculaires et pénienne sont implantées ensuite, au plus tôt six mois après la première opération.

### Greffons

#### Greffon du bras
Une opération utilisant l'avant-bras en tant que site donneur est la plus simple à réaliser, mais entraîne une cicatrice sur la zone exposée du bras. La fonction du bras peut être gênée si le site du donneur ne se guérit pas correctement. Une électrolyse et/ou une réduction des poils au laser est nécessaire pour obtenir un néophallus relativement sans poils.
Parfois, une métaidoïoplastie est réalisée quelques mois avant la phalloplastie  pour réduire la possibilité de complications après la phalloplastie. La sensation est conservée à travers le tissu clitoridien à la base du néophallus, et les chirurgiens tentent souvent de greffer les nerfs ensembles, du clitoris ou à proximité. Les nerfs de la greffe et le tissu auquel il a été attaché peuvent éventuellement se connecter. Cela ne garantit pas forcément la capacité d'atteindre l'orgasme génital après la guérison, car la plus importante tâche de la reconnexion nerveuse est de s'assurer que le pénis est capable de détecter les blessures.
L'explication de cette technique présente de nombreuses similitudes avec d'autres approches, mais la construction du gland diffère :
- La chirurgie commence (après la préparation du patient) avec l'avant-bras marqué pour la taille du greffon. Une fois le greffon prélevé, un autre greffon peut être utilisé pour reconstruire le bras (résultant en une cicatrice secondaire).
- La peau de greffe est disséquée pour exposer les veines et les nerfs « antécédents cutanés ». (Ce dernier est fait soigneusement pour le rattrapage ultérieur)
- Si l'urètre est en cours de construction en même temps que le phallus, il est joint à cette étape. Sinon, le gland est en forme. Parfois, la « glandeplastie » se fait dans une étape chirurgicale distincte après l'extension de l'urètre.
- Un segment de veine allant à l'aine du patient est « emprunté » pour permettre une jointure plus facile du greffon avec les tissus préexistants.
- La veine est soigneusement attachée à l'artère fémorale.
- L'approvisionnement en sang du volet et de la veine menant à l'artère fémorale est joint.
- Le capot clitoridien et le ligament est coupé, et le faisceau de nerf est isolé pour le moment. Important : alors que cela suppose que le tissu clitoridien est assimilé (enterré) dans la base du pénis, certains chirurgiens proposent l'option de le laisser tel quel dans un état post-métaidoïoplastie.
- Le volet est partiellement attaché physiquement alors que le chirurgien tente de rejoindre les faisceaux de nerf.
- Si l'urètre a été prolongé, il est maintenant joint à un cathéter qui restera en place à des fins curatives pendant deux à quatre semaines. Sinon, la peau est suturée et/ou le scrotum est fabriqué.

Si le patient choisit d'avoir l'urètre étendu au gland du néophallus, il se forme par les étapes suivantes :
- Les lèvres minora sont injectées avec un mélange de solution saline et d'épinéphrine.
- Il est ensuite divisé en deux et séparé des couches par une dissection nette et émoussée.
- Les couches sont enroulées autour d'un cathéter et cousues.
- Un volet muqueux du vagin peut être utilisé pour relier l'urètre à l'extension. Cela se fait souvent dans une procédure distincte. Les emplacements de greffe alternatifs incluent la bouche ou les joues ou expérimentalement, les intestins. Si les lèvres minora ne sont pas utilisées pendant la construction de l'extension de l'urètre, (ou dans le cas où il y a suffisamment de matériel restant), elle peut être utilisée pendant la glandeplastie pour obtenir de meilleurs résultats par rapport à une greffe de peau pleine épaisseur.

#### Greffon du côté de la poitrine
Une technique relativement nouvelle impliquant un greffon du côté de la poitrine sous l'aisselle (connu sous le nom de «flasque de transfert gratuit« musculocutaneous latissimus dorsi ») est un pas en avant en phalloplastie. Les avantages de cette technique par rapport à la technique de l'avant-bras antérieur sont les suivants :
- Hairlessness (peu ou pas d'électrolyse nécessaire)
- Apparence esthétique de la peau normalement colorée (le gland peut être tatoué à une couleur appropriée)
- Capable de sensation tactile (comme pour toute forme de phalloplastie, cela ne signifie pas nécessairement la possibilité d'avoir un orgasme génital après la guérison, car la zone érogène est limitée à la base du pénis)
- Laisse une cicatrice discrète
- Des complications de la chirurgie initiale et de l'insertion de la prothèse érectile sont moins fréquentes

Il s'agit d'une chirurgie en trois parties qui se déroule sur une période de six à neuf mois. Les étapes consistent à :
Créer un néeophallus à l'aide de flip libre :
- La chirurgie commence (après la préparation du patient) avec le côté du coffre marqué pour la taille du greffon.
- La peau de greffe est disséquée pour exposer les veines et les nerfs thoracodorsal.
- Le greffon, tout en étant attaché à l'approvisionnement en sang, est formé à une forme de phallus rugueux en roulant les bords ensemble.
- Un segment de veine allant à l'aine du patient est « emprunté » pour permettre une jointure plus facile du greffon avec les tissus préexistants.
- La veine est soigneusement attachée à l'artère fémorale.
- L'approvisionnement en sang du volet et de la veine menant à l'artère fémorale est joint.
- Le capot clitoridien et le ligament sont coupés et le faisceau de nerf est isolé.
- Le volet est partiellement attaché physiquement alors que le chirurgien tente de rejoindre les faisceaux de nerf.

Lors de la récupération initiale, le néophallus est protégé du contact avec d'autres tissus avec un pansement spécialement conçu pour éviter les complications de l'approvisionnement en sang.
Après trois mois, une urétroplastie (extension urétrale) est réalisée.
- Le néophallus est disséqué et une greffe de mucose bucale (orale) incrustée dans la cavité créée et étendue à l'urètre natif et jointe pour permettre en permanence de se faire uriner en position debout
- Un cathéter est placé pendant plusieurs semaines pour permettre une guérison correcte

Après trois ou six mois supplémentaires, un dispositif qui permet une érection peut être inséré.

#### Greffon de la jambe

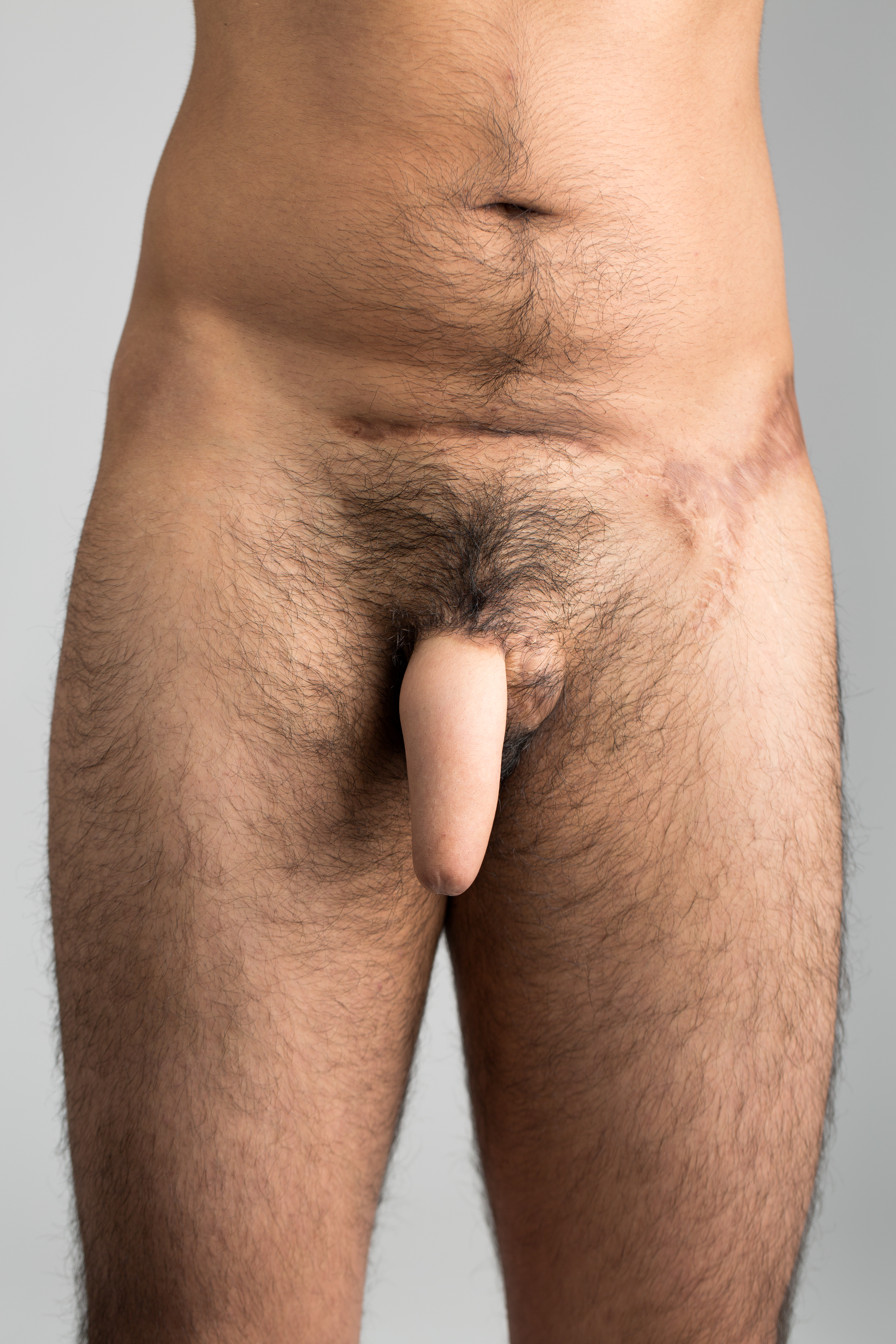
Exemple d'une chirurgie de réattribution sexuelle de femme vers homme avec un pénis fabriqué (pas nécessairement majoritaire) ; cicatrice de greffe de tissu au niveau de la hanche gauche.

L'opération de la jambe est similaire à celle du greffon de l'avant-bras, à l'exception que la cicatrice du donneur est facilement recouverte d'une chaussette et/ou d'un pantalon et cachée de la vue. D'autres détails sont identiques à ceux du greffe de l'avant-bras, en particulier le besoin d'épilation permanente avant l'opération. Un greffon de la jambe ou d'une autre zone où la cicatrice est moins perceptible peut être combiné avec le greffon de l'avant-bras gratuit pour sculpter le pénis du gland.

#### Volet de la zone pubienne
L'emplacement du greffon est autour de l'os pelvien, coulant généralement sur l'abdomen sous le ventre. En tant que tel, il existe une grande cicatrice horizontale qui peut ne pas être esthétiquement acceptable. Les greffons ont une apparence moins naturelle et peuvent ne pas maintenir un implant érectile à long terme. L'électrolyse est requise avant l'intervention chirurgicale, l'élimination des cheveux par l'intermédiaire d'un rasage ou d'un dépilatoire chimique.

#### Technique Gillies
Cette technique a été lancée par Harold Delf Gillies dans les années 40 comme l'une des premières techniques de phalloplastie complète. C'était simplement un volet de peau abdominale enroulé dans un tube pour simuler un pénis, l'extension urétrale étant une autre section de peau pour créer un « tube à l'intérieur d'un tube ». Les implants érectiles précoce se composaient d'une tige flexible. Une amélioration ultérieure a impliqué l'inclusion d'un pédicule d'approvisionnement en sang qui a été laissé en place pour empêcher la mort des tissus avant d'être transplanté dans l'aine. Les dernières techniques impliquent des tissus avec pédicule attaché.
N'étant pas rattaché à des nerfs, la technique de Gillies produit un néophallus dépourvu de sensation tactile ou érogène.

### Muscle abdominal
Les greffes par la peau sont moins populaires. Cette procédure comporte au minimum 3 étapes et implique l'implantation d'un ballon d'expansion pour faciliter la quantité de peau nécessaire au greffage. Les greffons ont une apparence moins naturelle et moins susceptibles de maintenir un implant érectile à long terme.

## Implants

### Implant sous-cutané de silicone souple
Cette procédure de phalloplastie est l'insertion d'un implant de silicone souple sous-cutané sous la peau du pénis. La procédure a été développée par l'urologiste James Elist,,,.

### Implant pénien pour phalloplastie
La phalloplastie nécessite d’implanter une prothèse pénienne pour obtenir une érection. L'implantation de la prothèse est généralement effectuée à distance de la phalloplastie pour que cette dernière ait le temps de bien cicatriser. Depuis 2015, Zephyr Surgical Implants propose des prothèses péniennes malléables et gonflables spécialement conçues pour les phalloplasties. Ces deux types de prothèses ont une base qui peut être fixée à l'os pubien, un corps et un gland. Les implants péniens gonflables ont en plus un réservoir placé dans la région pelvienne et une pompe placée dans le néo-scrotum. Le cylindre de l'implant gonflable est rempli d'une solution saline stérile. Le pompage de solution saline dans ce cylindre produit une érection. La pompe, ressemble à un testicule humain et peut servir de testicule artificiel.

## Récupération sensorielle
Selon une revue d'études (méta-analyse) publiée en 2021, il semble que la génitoplastie s'accompagne d'une ré-innervation des tissus qui soit plus rapide et complète que lors d'autres opérations visant à réparer des nerfs périphériques. Les auteurs de cette revue d'études soulignent cependant la faible qualité des recherches disponibles sur le sujet :  il y a encore peu de littérature précise sur le sujet de la récupération sensorielle après une génitoplastie de confirmation du sexe et ces études sont de qualité scientifique médiocre (nombreux facteurs de confusion possibles, manque de cohérence et de reproductibilité des paramètres de mesure). Cependant, si cette régénération nerveuse était confirmée, elle « pourrait changer des aspects fondamentaux des paradigmes actuels de la régénération des nerfs périphériques ».

## Complications fréquentes
Comme la phalloplastie s'est améliorée au cours des décennies, les risques et les complications de la chirurgie ont été réduits. Les complications restent cependant fréquentes et parmi ces dernières, la reconstruction urétrale s'avère particulièrement délicate chez les hommes trans. Ainsi, dans une étude française rétrospective publiée en 2020, sur 89 patients (dont 78 hommes trans), 54 % des patients ont présenté une fistule (85% de ces cas concernaient des hommes trans), 54 % des patients ont présenté une sténose (92% de ces cas concernaient des hommes trans). Cette étude a également démontré qu'outre le sexe des patients, la méthode employée (reconstruction urétrale par lambeau libre, par greffe de peau totale, par greffe de peau mince) avait également un impact sur le taux de complication, la méthode de reconstruction urétrale donnant lieu à la fois à plus de cas de fistule et de sténose que les deux autres.
Une étude menée chez des hommes post-op a montré qu'en moyenne, 25 % avaient une ou plusieurs complications graves des néopénis[réf. nécessaire]. Celles-ci ont consisté en :
- Perte du phallus en raison de maladie[Laquelle ?] ou de problèmes d'approvisionnement en sang
- Thrombose de la veine céphalique (caillot sanguin)
- L'ischémie artérielle (pénurie d'approvisionnement en sang)
- Infection
- Nécrose distale limitée (décès des parties du pénis)
- Hématome (ecchymose)

Dans la même étude, les risques de complications de l'urètre étendu étaient plus élevés, en moyenne de 55 %. Les complications les plus courantes rapportées étaient :
- Filtre urinaire (trou) nécessitant une urétrostomie périnéale
- Filcide urinaire (trou) avec traitement conservateur
- Rétention urinaire (à partir de sténose ou rétrécissement de la nouvelle urètre)
- (Érectile) changement de prothèse (à partir de complications)
- (Érectile) explication de la prothèse (élimination de la prothèse sans remplacement)

## Transplantation
Pour les individus de sexe masculin, la transplantation pourrait éventuellement être un traitement alternatif à la phalloplastie. Ce traitement n'en est cependant qu'au stade expérimental et la phalloplastie reste le traitement majoritairement proposé aux hommes souffrant d'insuffisance pénienne.

## Politiques de santé publique
En France, la phalloplastie en vue d'une réassignation sexuelle peut être prise en charge par la sécurité sociale.